# Aneuretinae
Sous-famille
Synonymes
- Aneuretini[1]

Les Aneuretinae sont une sous-famille d'insectes hyménoptères de la famille des formicidés (fourmis).

## Liste des genres
Selon BioLib (8 mars 2022) :
- genre Aneuretellus Dlussky, 1988 †
- genre Aneuretus Emery, 1893
- genre Britaneuretus Dlussky & Perfilieva, 2014 †

* genre Burmomyrma Dlussky, 1996
- genre Cananeuretus Engel & Grimaldi, 2005 †
- genre Mianeuretus Carpenter, 1930 †
- genre Napakimyrma LaPolla & Barden, 2018 †
- genre Paraneuretus Wheeler, 1915 †
- genre Protaneuretus Wheeler, 1915 †

Selon ITIS (8 mars 2022) :
- genre Aneuretellus Dlussky, 1988
- genre Aneuretus Emery, 1893
- genre Mianeuretus Carpenter, 1930
- genre Paraneuretus Wheeler, 1915
- genre Protaneuretus Wheeler, 1915

Selon NCBI (8 mars 2022) :
- genre Aneuretus